# Tadas Klimavičius
Tadas Klimavičius, (nacido el 10 de octubre de 1982 en Kaunas, Lituania) es un exjugador de baloncesto lituano. Con 2.04 de estatura, su puesto natural en la cancha era el de ala-pívot.

## Trayectoria
- Lietuvos Rytas (2000-2002)
- Žalgiris Kaunas (2002-2003)
- KK Alytus (2003-2004)
- Fabriano Basket (2004-2005)
- BC Šiauliai (2005-2007)
- Olympia Larissa (2007-2008)
- Žalgiris Kaunas (2008-2014)
- Telekom Baskets Bonn (2014-2016)
- BC Neptūnas Klaipėda (2016-2017)
- KK Prienai (2017-2018)

## Palmarés
- Liga Báltica: 2

Žalgiris Kaunas: 2009-2010, 2010-2011